# Thomas Südhof
Thomas Südhof (Gottinga, 22 dicembre 1955) è un biologo tedesco naturalizzato statunitense.
Südhof è noto nella comunità scientifica per i suoi studi sulla trasmissione sinaptica e su come gli ioni calcio Ca2+ controllano questo processo. Attualmente, è docente presso la Scuola di Medicina e di Neurologia e di Psichiatria e Scienze Comportamentali della Stanford University.
È stato insignito del premio Nobel per la medicina nel 2013 assieme agli statunitensi James Rothman e Randy Schekman, per gli studi sul traffico vescicolare.

## Vita e carriera
Di origine tedesca, Südhof è nato a Gottinga nel 1955. Ha studiato medicina presso la RWTH Aquisgrana, l'Università di Harvard, e poi presso l'Università di Gottinga, dove, nel 1982, si è laureato. Lo stesso anno Südhof ha terminato il lavoro sulla sua tesi di dottorato, in cui ha descritto la struttura e la funzione delle cellule cromaffini, presso l'Istituto Max Planck di chimica biofisica nel laboratorio di Victor P. Whittaker.
Dopo una breve borsa di studio post-dottorato nel laboratorio di Whittaker, Südhof nel 1983 si è trasferito negli Stati Uniti, dove ha iniziato la formazione post-dottorato nel dipartimento di genetica molecolare presso l'Università del Texas Health Science Center (ora UT Southwestern Medical Center) a Dallas, in Texas, sotto la supervisione di Michael Stuart Brown e Joseph L. Goldstein.
Durante la sua borsa di studio post-dottorato, Südhof ha indagato il ruolo del recettore LDL nel metabolismo del colesterolo, il medesimo campo nel quale Brown e Goldstein hanno ricevuto il Premio Nobel per la Fisiologia e la Medicina nel 1985. 
Südhof ha terminato la sua formazione post-dottorato nel 1986 ed è divenuto ricercatore del Howard Hughes Medical Institute. Proprio nel laboratorio del UT Southwestern Medical Center, Südhof ha concentrato gli studi sul neurone presinaptico per oltre 20 anni. Nel 2008 si trasferisce alla Stanford University ed è attualmente Avram Goldstein Professor presso la Scuola di Medicina così come Professore di Fisiologia Cellulare e Molecolare, Psichiatria e Neurologia.
In una intervista concessa alla rivista The Lancet nell'agosto 2010 Südhof ha attribuito la sua capacità di analisi e di valutazione delle complessità di un problema alle lezioni di fagotto impartitegli da ragazzo dalla sua insegnante, Herbert Tauscher.

## Ricerca
Thomas C. Südhof ha posto le basi per la sua carriera scientifica studiando le sinapsi ed i meccanismi di rilascio dei neurotrasmettitore ormone dipendenti dalle cellule neuroendocrine, per la sua tesi di dottorato presso l'Istituto Max Planck di chimica biofisica.
Südhof ha descritto la struttura e la funzione delle cellule cromaffini, responsabili per il rilascio di adrenalina, noradrenalina e endorfine dalla zona midollare della ghiandola surrenale. Innervate dal sistema nervoso simpatico, le cellule cromaffini sono importanti nell'avvio della risposta di "lotta o fuga" degli animali, quando sono esposti a stimoli minacciosi.
Dopo aver completato la sua tesi nel 1983, Südhof si trasferisce allo UT Southwestern Medical Center per la sua formazione post-dottorato. Qui inizia a fare ricerca nel dipartimento di genetica molecolare sotto la supervisione di Joseph L. Goldstein e Michael Stuart Brown. Mentre era un borsista in formazione post-dottorato, Südhof riuscì a clonare il gene per il recettore della lipoproteina a bassa densità e, poco dopo, fu in grado di spiegare la sua regolazione trascrizionale del colesterolo. Quando i recettori per le LDL, prevalentemente concentrati nel fegato, legano il colesterolo libero, trasportato da specifiche lipoproteine a bassa densità, vengono internalizzati e riciclati con un effetto di rimozione del colesterolo dalla circolazione. Questo processo è alla base della regolazione delle concentrazioni del colesterolo nel sangue. Alterazioni dell'efficienza di questo processo sono invariabilmente presenti nei soggetti affetti da ipercolesterolemia familiare.
Come conseguenza della scoperta, la funzione del recettore per le LDL ha permesso di chiarire il principio della endocitosi mediata da un recettore: un processo ormai universalmente compreso ed accettato in biologia cellulare. Goldstein e Brown sono stati insigniti del Premio Nobel per la fisiologia e la medicina per questa scoperta nel 1985.
Dopo aver terminato la formazione post-dottorato, Thomas Südhof inizia a lavorare nel suo laboratorio di Southwestern, a partire dal 1986. Per un breve periodo prosegue le ricerche di Goldstein e Brown, aiutando così ad identificare un elemento di DNA nel gene LDL, responsabile della repressione della produzione di sterolo, mediata dal prodotto finale, quando viene inserito in un promotore virale. Questo dominio, noto come una sequenza di regolazione degli steroli(SRE), partecipa direttamente nella regolazione della biosintesi degli steroli. Gli steroli sono una grande classe di biomolecole la cui funzione è critica per la vita. Alcuni steroli di grande importanza negli esseri umani includono gli ormoni derivanti dal colesterolo e gli steroidi. 
A seguito della scoperta degli elementi regolatori degli steroli e della funzione del recettore LDL, le compagnie farmaceutiche di tutto il mondo si sono concentrate sullo sviluppo di una nuova classe di farmaci, gli inibitori dell'enzima idrossimetilglutaril-CoA reduttasi o statine. Tra questa classe di farmaci, fondamentali nel ridurre l'ipercolesterolemia, rientrano numerose molecole fra le più vendute al mondo, tra cui l'atorvastatina.
Dal momento in cui Thomas Südhof ha iniziato a lavorare in modo indipendente, le sue ricerche si sono concentrate sul neurone presinaptico. Ciò che ha reso la ricerca dello scienziato tedesco così unica è stato, appunto, il suo focalizzarsi sul neurone presinaptico. Fino ad allora la maggioranza della ricerca sulle neuroscienze era stata finalizzata sul neurone post-sinaptico e sul suo ruolo nell'apprendimento e nella memoria. A Thomas Südhof ed ai suoi 21 anni di ricerca al UT Southwestern, si devono infatti numerose scoperte inerenti gran parte delle modalità con cui avviene il rilascio dei neurotrasmettitori e la plasticità presinaptica. 
Südhof ha iniziato indicando al mondo scientifico la sinaptotagmina e il suo ruolo nel rilascio di neurotrasmettitori dal neurone presinaptico. La sinaptotagmina, una proteina transmembrana scoperta nelle vescicole neurosecretorie, funziona come un sensore di calcio che determina in modo automatico la fusione della vescicola con la membrana cellulare ed il rilascio di neurotrasmettitore. La stimolazione di un neurone comporta un aumento della concentrazione intracellulare di calcio. Dopo aver legato lo ione calcio in una regione del suo dominio citosolico, la sinaptogamina vescicolare promuove, in modo rapido o lento, il rilascio di neurotrasmettitori dal neurone presinaptico grazie all'interazione con specifiche proteine regolatorie e di fusione, quali le proteine del complesso SNARE (Soluble NSF Attachment Protein Receptor). 
Südhof ha anche scoperto i RIM e i Munc (in particolare Munc13 e Munc18), proteine solubili che collaborano alla fusione delle vescicole contenenti il neurotrasmettitore con la membrana delle cellule nervose. Queste stesse proteine svolgono un ruolo importante nella plasticità sinaptica. Inoltre, le ricerche di Südhof hanno portato alla scoperta del ruolo di molte altre proteine che facilitano il legame tra le vescicole, la loro fusione, ed il rilascio del neurotrasmettitore dal neurone presinaptico. Fra queste proteine degne di menzione sono le molecole appartenenti al complesso SNARE: sinaptobrevina (localizzata nella membrana vescicolare), sintaxina (localizzata nella membrana cellulare) ed infine SNAP25, che risulta localizzato sul versante citosolico della membrana cellulare tramite catene di palmitoil-cisteina posizionate nel mezzo della molecola.
Südhof ha avuto anche il merito di chiarire l'azione delle tossine del tetano e del botulino le quali selettivamente si legano alla sinaptobrevina ed a SNAP25, rispettivamente, inibendo la fusione delle vescicole con la membrana presinaptica.